# Evangelický kostel (Bukovka)
Evangelický kostel v Bukovce je pseudorenesanční kostel z 19. století, který slouží bohoslužebným účelům Farního sboru Českobratrské církve evangelické v Bukovce.
Kostel byl postaven v letech 1859–1861 jako reformovaný (helvétský) namísto starší toleranční modlitebny. O stavbu se významně zasloužil farář Josef Dobiáš. Na stavbu kostela finančně přispělo mj. město Bazilej.  Základní kámen byl položen 4. července 1859. Architektonický plán zhotovil František Schmoranz starší; stavbu prováděli Karel Muška z Přelouče a Jan Woluník z Choltic. Kostel byl posvěcen při slavnostní bohoslužbě 18. října 1861.
K významným opravám došlo v letech 1951 a 1995–1996. 
Kostel má jednu obdélnou loď se vstupem obráceným k silnici. Nad vstupní částí se tyčí jehlancovitě zastřešená hranolová věž. Vnější fasáda je zdobena biblickými citáty. Ve vestibulu kostela jsou symetricky umístěna dvě točitá schodiště na kůr a do věže. Na dřevěné kruchtě se nacházejí varhany. V přední části kostela se nachází kazatelna a stůl Páně. Ve věži kostala byly původně tři zvony; za 2. světové války byly dva z nich zrekvírovány.
Bohoslužby se v kostele konají pravidelně od jara do podzimu.
Vedle kostela se nachází fara a tzv. Husova síň.